# Kakostauropus glaucoviridis
Kakostauropus glaucoviridis är en fjärilsart som beskrevs av Rothschild 1917. Kakostauropus glaucoviridis ingår i släktet Kakostauropus och familjen tandspinnare. Inga underarter finns listade i Catalogue of Life.